# 400 m stylem zmiennym
400 m stylem zmiennym – konkurencja pływacka będąca połączeniem 4 stylów (motylkowego (delfina), grzbietowego, klasycznego i dowolnego), zawodnicy płyną kolejno po 100 metrów każdym stylem. Jest rozgrywana na igrzyskach olimpijskich.

## Mistrzostwa Polski
Obecny mistrz Polski:
- Dawid Szwedzki (2021)[1]

Obecna mistrzyni Polski:
- Zuzanna Famulok (2021)[2]

## Mistrzostwa świata(basen 50 m)
Obecny mistrz świata:
- Léon Marchand (2022)

Obecna mistrzyni świata:
- Summer McIntosh (2025)

## Mistrzostwa świata(basen 25 m)
Obecny mistrz świata:
- Daiya Seto (2018)

Obecna mistrzyni świata:
- Katinka Hosszú (2018)

## Mistrzostwa Europy
Obecny mistrz Europy:
- Ilja Borodin (2021)

Obecna mistrzyni Europy:
- Katinka Hosszú (2021)

## Letnie igrzyska olimpijskie
Obecny mistrz olimpijski:
- Chase Kalisz (2021)

Obecna mistrzyni olimpijska:
- Yui Ōhashi (2021)

## Rekordy świata, Europy i Polski (basen 50 m)
|           | Imię i nazwisko      | Czas    | Miejsce ustanowienia      | Data             |         |         |
| Kobiety   | Kobiety              | Kobiety | Kobiety                   | Kobiety          | Kobiety | Kobiety |
| --------- | -------------------- | ------- | ------------------------- | ---------------- | ------- | ------- |
| WR        | Katinka Hosszú       | 4:26,36 | Rio de Janeiro (Brazylia) | 6 sierpnia 2016  |         |         |
| ER        | Katinka Hosszú       | 4:26,36 | Rio de Janeiro (Brazylia) | 6 sierpnia 2016  |         |         |
| RP        | Katarzyna Baranowska | 4.36,95 | Pekin (Chiny)             | 9 sierpnia 2008  |         |         |
| Mężczyźni |                      |         |                           |                  |         |         |
| WR        | Michael Phelps       | 4:03,84 | Pekin (Chiny)             | 10 sierpnia 2008 |         |         |
| ER        | Léon Marchand        | 4:04,28 | Budapeszt (Węgry)         | 18 czerwca 2022  |         |         |
| RP        | Mateusz Matczak      | 4:12,28 | Belgrad (Serbia)          | 11 lipca 2009    |         |         |

## Rekordy świata, Europy i Polski (basen 25 m)
|           | Imię i nazwisko      | Czas    | Miejsce ustanowienia          | Data              |         |         |
| Kobiety   | Kobiety              | Kobiety | Kobiety                       | Kobiety           | Kobiety | Kobiety |
| --------- | -------------------- | ------- | ----------------------------- | ----------------- | ------- | ------- |
| WR        | Mireia Belmonte      | 4:18,94 | Eindhoven (Holandia)          | 12 sierpnia 2017  |         |         |
| ER        | Mireia Belmonte      | 4:18,94 | Eindhoven (Holandia)          | 12 sierpnia 2017  |         |         |
| RP        | Katarzyna Baranowska | 4.31,89 | Debreczyn (Węgry)             | 16 grudnia 2007   |         |         |
| Mężczyźni |                      |         |                               |                   |         |         |
| WR        | Daiya Seto           | 3:54,81 | Las Vegas (Stany Zjednoczone) | 20 grudnia 2019   |         |         |
| ER        | László Cseh          | 3:57,27 | Stambuł (Turcja)              | 11 grudnia 2009   |         |         |
| RP        | Łukasz Wójt          | 4:03,20 | Berlin (Niemcy)               | 14 listopada 2009 |         |         |